# Плаково
Плаково (болг. Плаково) — село в Болгарии. Находится в Великотырновской области, входит в общину Велико-Тырново. Население составляет 236 человек (2022).

## Политическая ситуация
В местном кметстве Плаково, в состав которого входит Плаково, должность кмета (старосты) исполняет Петя Георгиева Кынчева (Болгарская социалистическая партия (БСП)) по результатам выборов правления кметства.
Кмет (мэр) общины Велико-Тырново — Румен Рашев (независимый) по результатам выборов в правление общины.